# Mega Concept 1
La Mega Concept 1 est une voiture construite par la marque Mega entre 1992 et 1998.

## Histoire
Dans sa recherche de diversification, la marque d'automobiles Mega développe un véhicule de loisirs grand public dérivé de la Citroën AX, se transformant au gré des besoins en pick-up, en break (Mega Ranch) ou en coupé/cabriolet (Mega club, Mega Cabriolet) dont la philosophie est très proche de la Citroën Méhari.
La production a été arrêtée en 1998.

## Caractéristique

### Moteur
- Énergie : essence
- Puissance fiscale : 6 CV
- Consommation mixte : 6.9 L / 100 km
- Architecture : quatre cylindres en ligne
- Alimentation : Atmosphérique
- Admission : Injection
- Cylindrée : 1 360 cm³
- Puissance réelle maxi : 75 ch / 55 kW
- Nombre de soupapes : 8

### Mécanique
- Boîte de vitesse : manuelle mécanique 5 rapports
- Mode de transmission : traction

### Dimensions
- Longueur : 3,78 m
- Largeur : 1,64 m
- Hauteur : 1,46 m
- Empattement : 0,24 m
- Réservoir : 45 L

### Technique
- Direction assistée : oui

### Performances
- Vitesse maximale : 168 km/h
- 0 à 100 km/h : 14,3 s

Source : L'Argus

## Galerie

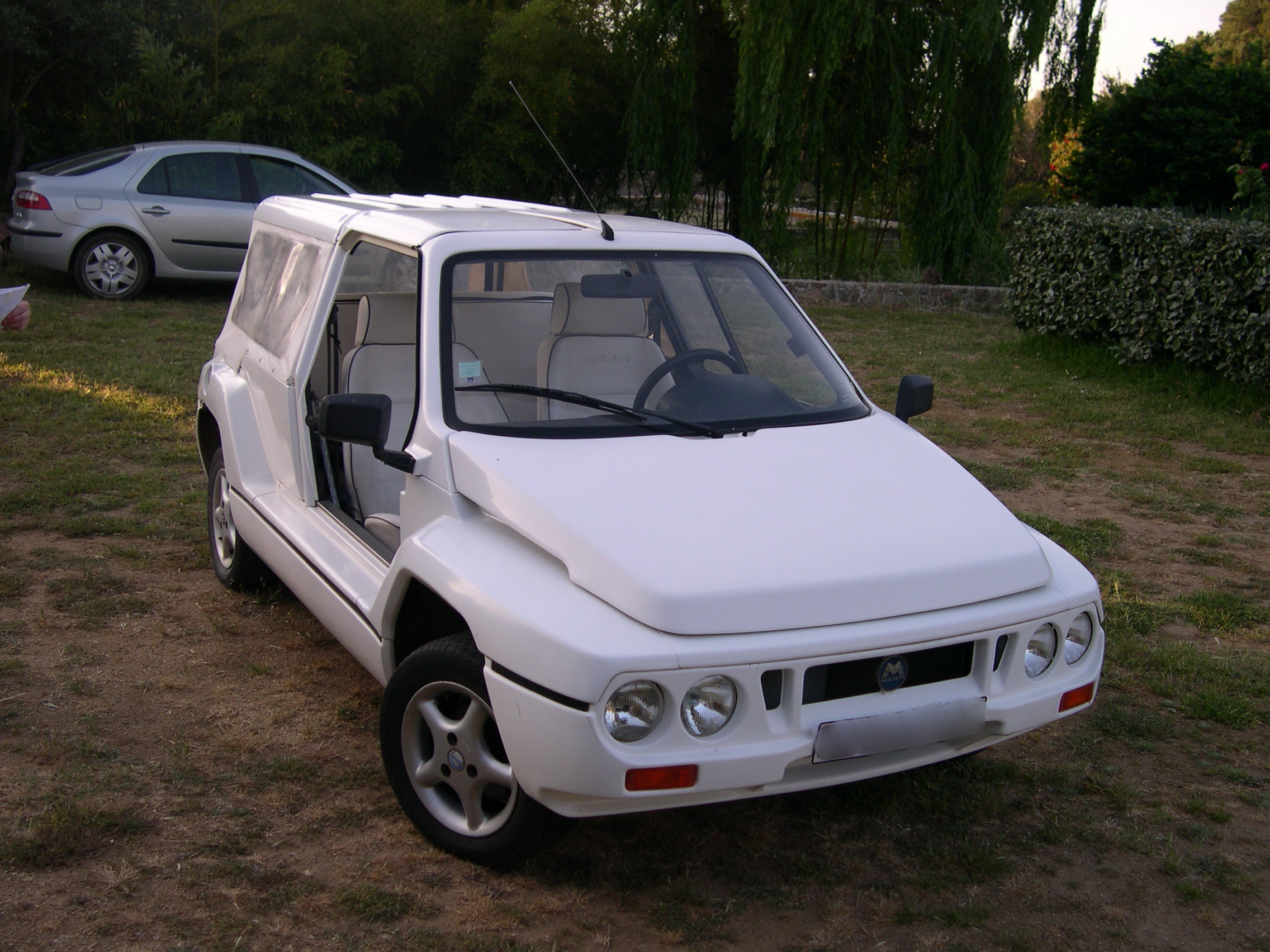
Mega Club 1994, toit et bâche, mais sans porte, en Corse (Haute-Corse, France)
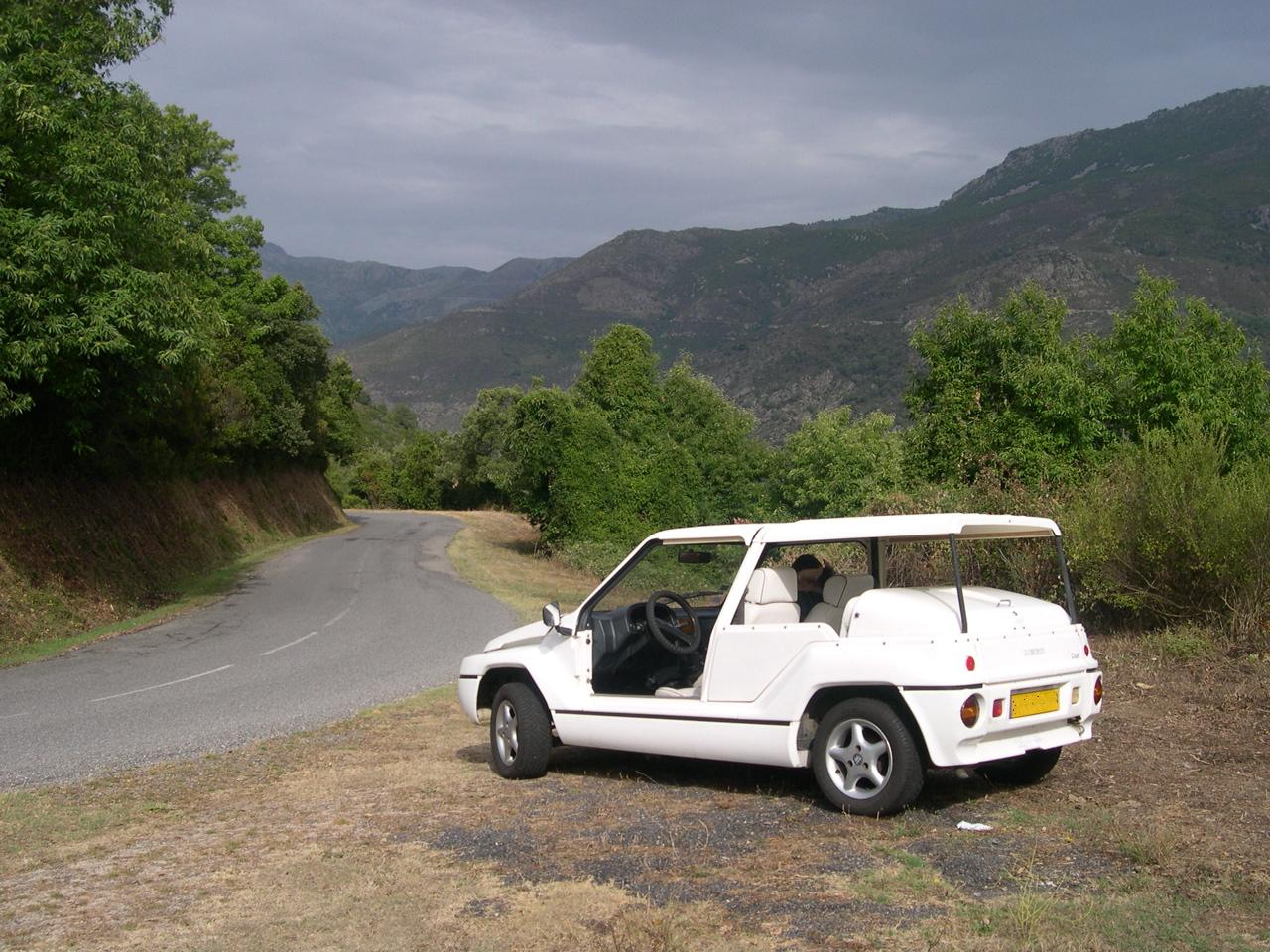
Mega Club 1994, toit uniquement, en Corse (Haute-Corse, France)
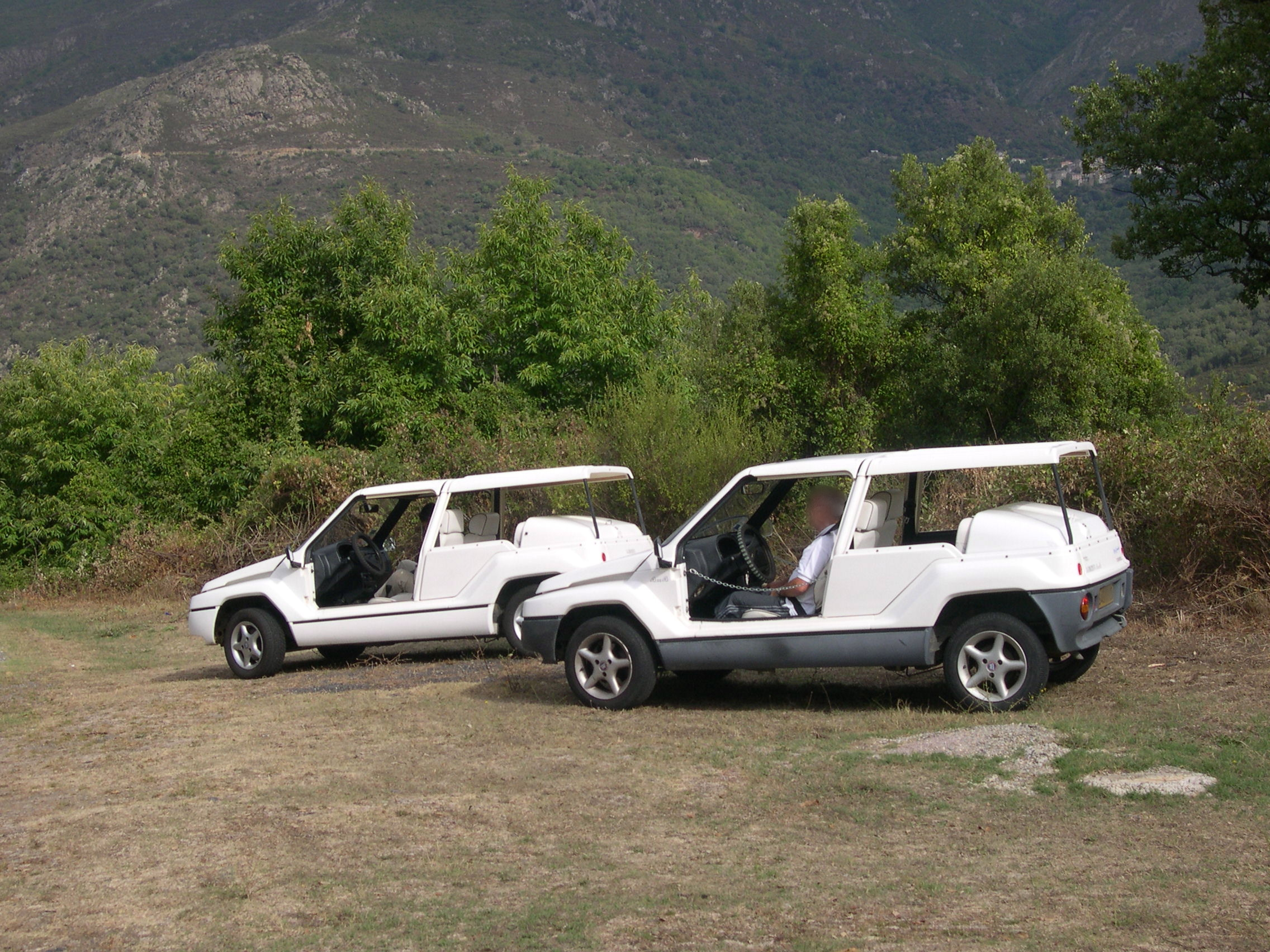
Mega Club 1994 et Mega Club 4 × 4 Diesel 1996, toit uniquement, en Corse (Haute-Corse, France)
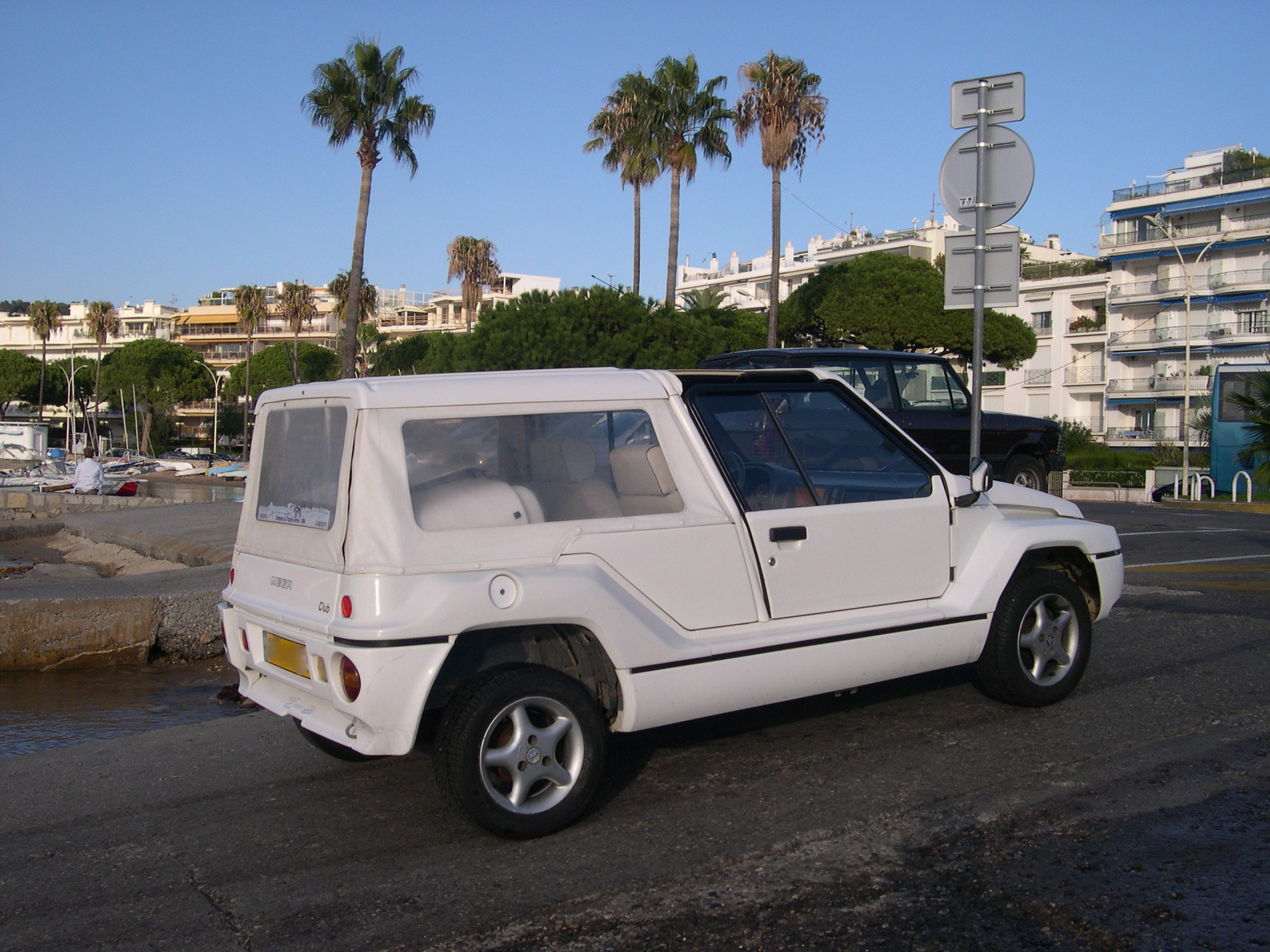
Mega Club 1994, complète, port de Cannes (Alpes-Maritimes, France)
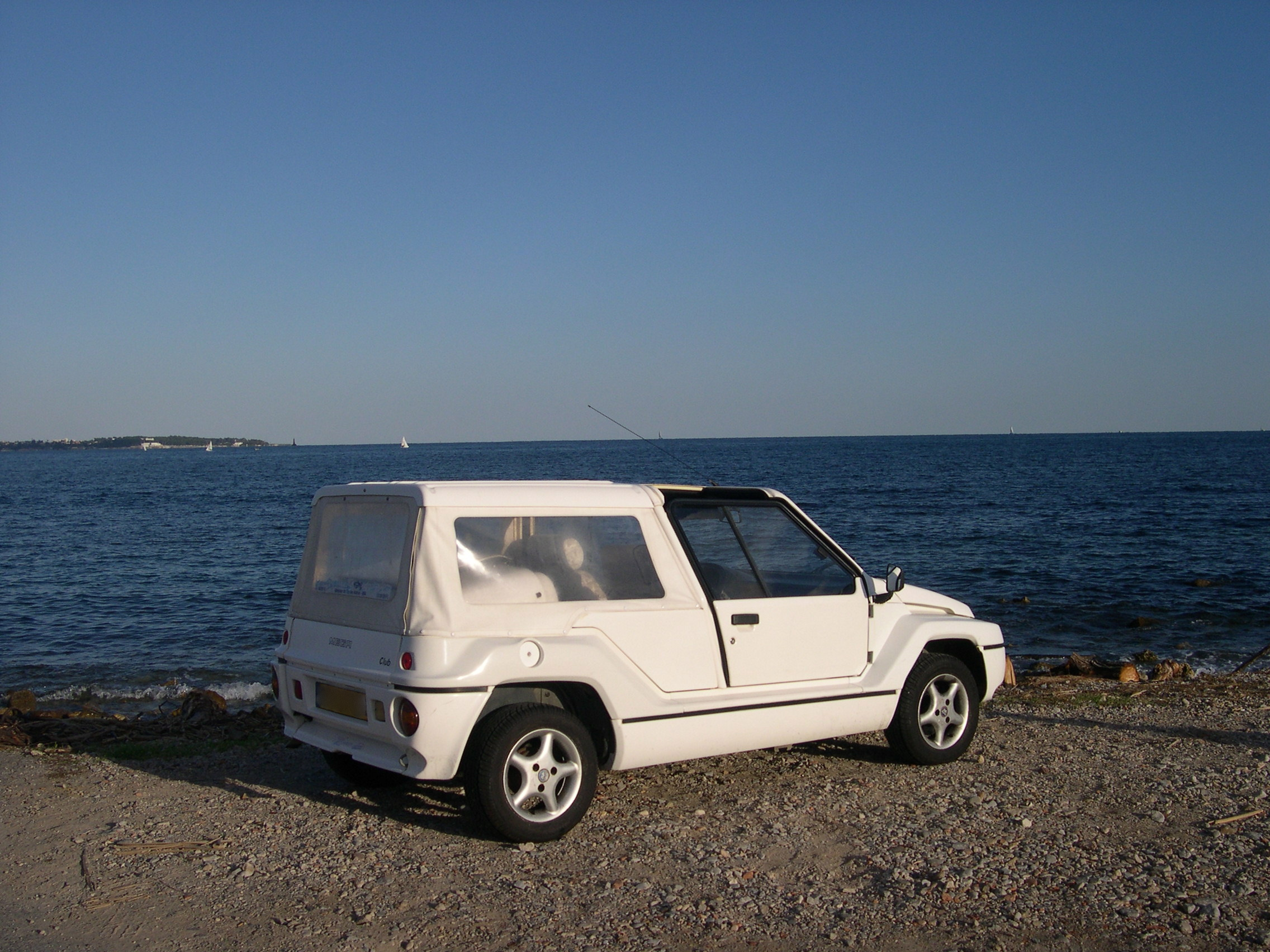
Mega Club 1994, complète, plage de Cannes (Alpes-Maritimes, France)
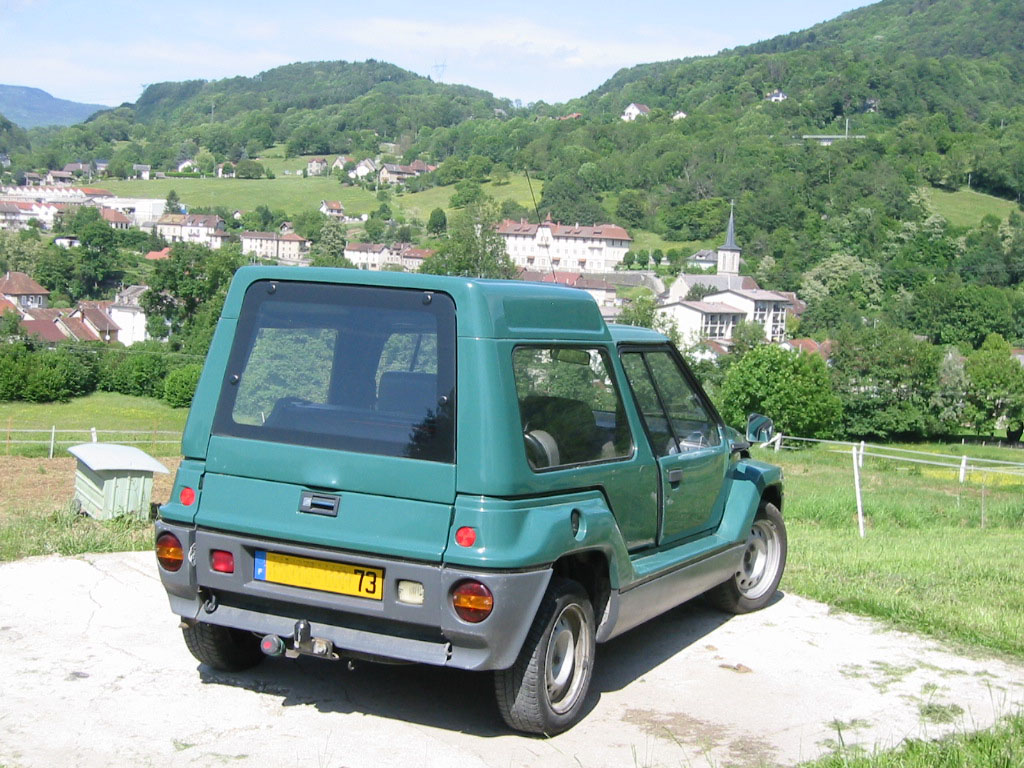
Mega Ranch, complète (version haute), (Savoie, France)
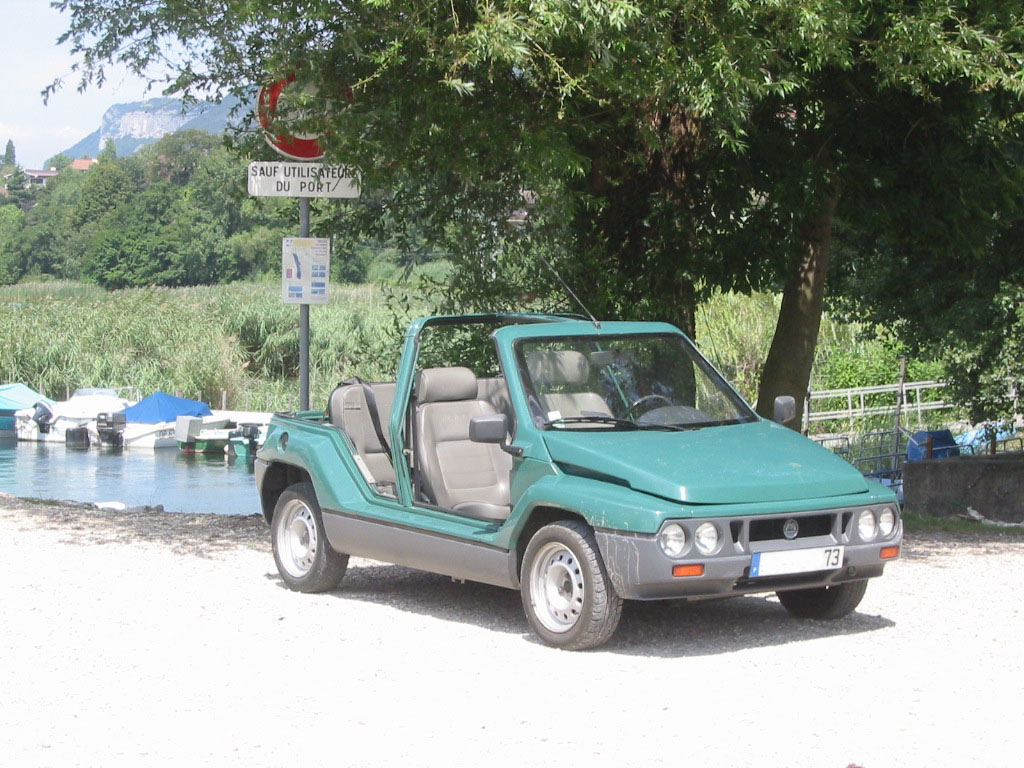
Mega Ranch, minimale, (Savoie, France)